# Santa Rosa (Nouveau-Mexique)
Pour les articles homonymes, voir Santa Rosa.
La ville américaine de Santa Rosa est le siège du comté de Guadalupe, dans l’État du Nouveau-Mexique. Lors du recensement de 2000, sa population s’élevait à 2 744 habitants.

## Attractions

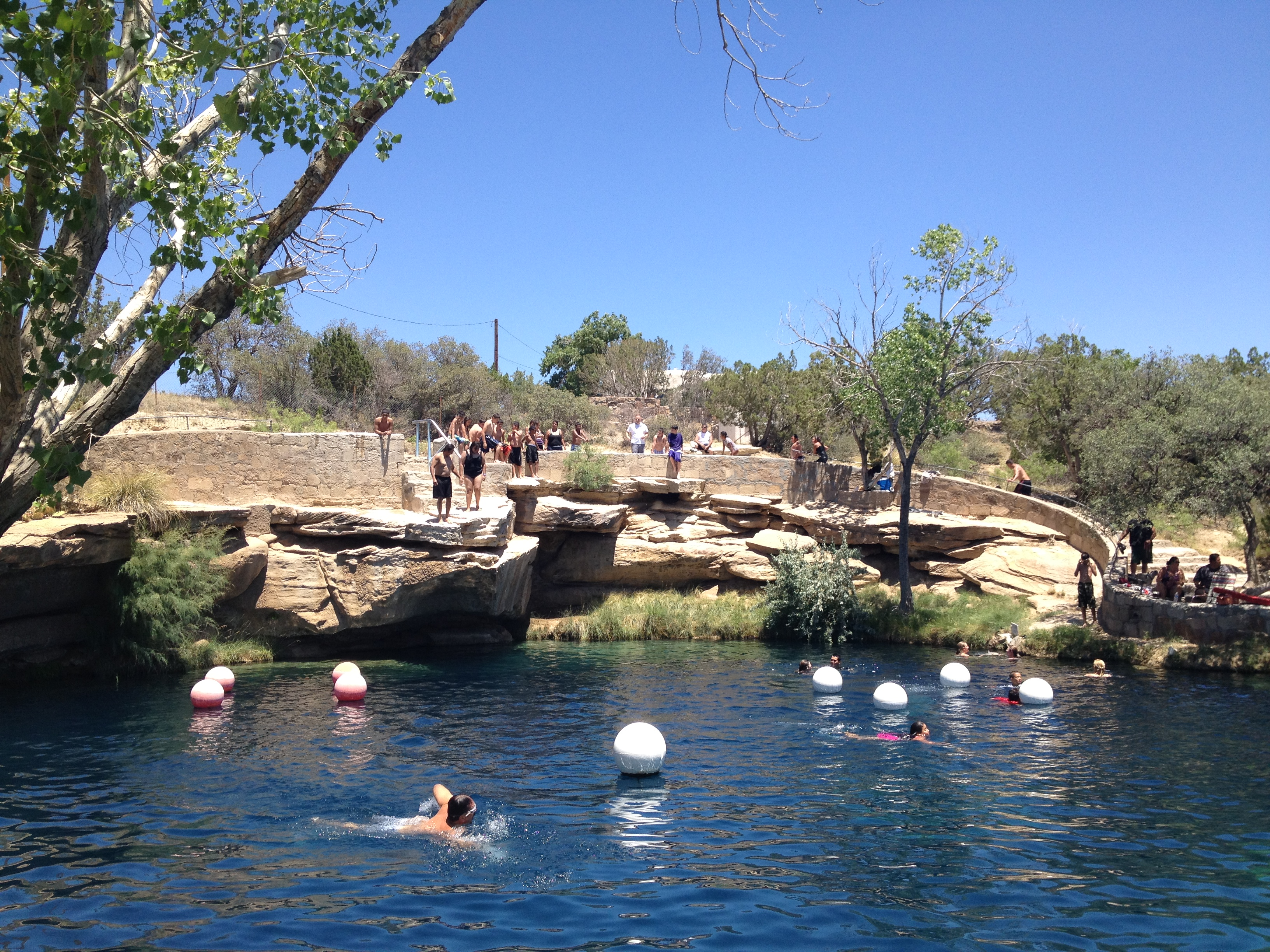
Les parois du Blue Hole forment un plongeoir naturel. Les bouées délimitent la zone pour la plongée bouteille.

Située sur la Route 66, la ville comprend un certain nombre d'attractions de bord de route :
- Le  Blue Hole, un phénomène géologique d'une beauté rare qui consiste en une large cavité circulaire naturelle, profonde de 25 mètres, alimentée par une source dont la température est constamment de 18 °C. Son nom signifie « trou bleu » en raison du magnifique bleu profond de son eau limpide. C'est une halte très populaire pour aller piquer une tête et faire des plongeons. D'autres points d'eau existent également alentour, faisant de Santa Rosa une oasis au milieu du désert du Nouveau-Mexique.
- Le Route 66 Auto Museum présente une large collection de véhicules automobiles dans une ambiance Americana (esprit sixties, chromes rutilants, enseignes en tôle émaillée...).
- Le Route 66 Restaurant est un diner très photogénique représentatif de la Route 66.